# 大雪地ビール

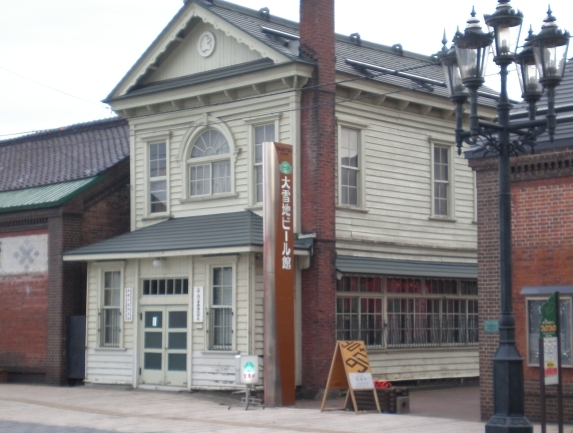
大雪地ビール館

大雪地ビール株式会社（たいせつじビール）は、北海道旭川市に所在し、ジャパン・ビア・グランプリを始め、様々な大会で入賞経験を持つ本格的な地ビールメーカーである。
明治時代から続いて使われていた煉瓦造りの倉庫を改造した建物が印象的で、2001年（平成13年）12月4日に文部科学省告示第172号により「文化財登録」に指定された。
レストランでは北海道名物のジンギスカン鍋をはじめ、地元の食材を活かした料理を食べることができる。

## 歴史
- 1996年（平成8年） - 大雪地ビール開業
- 2000年（平成12年） - ジャパン・ビア・グランプリで受賞
- 2001年（平成13年） - ジャパン・ビア・グランプリで受賞
- 2002年（平成14年） - インターナショナルビアコンペティションで受賞
- 2003年（平成15年） - 全国酒類コンクールで受賞

## 交通
- JR北海道 旭川駅より徒歩約5分